# João Vaz
João José Vaz (ur. 9 marca 1859 w Setúbal, zm. 17 lutego 1931 w Lizbonie) – portugalski malarz, przedstawiciel naturalizmu, marynista, dekorator wnętrz i pedagog.

## Życiorys
W latach 1872–1878 studiował na Akademii Sztuk Pięknych w Lizbonie, pod kierunkiem Tomása José da Anunciação i Antónia da Silva Porto. Swoją pierwszą wystawę miał w Sociedade de Geografia de Lisboa w 1881 roku. Był członkiem kilku stowarzyszeń i grup artystycznych, z którymi wystawiał, m.in. Sociedade Promotora de Belas-Artes, Grémio Artístico, Sociedade Nacional de Belas-Artes, a w latach 1882–1888 Grupo do Leão obok takich twórców jak Silva Porto, José Malhoa, Cesário Verde, braci Columbano i Rafaela Bordalo Pinheiro.
Brał również udział w wystawach zagranicznych, w tym w paryskiej Exposition Universelle w 1900 roku, gdzie otrzymał wyróżnienie oraz w São Luís w 1904 roku i Rio de Janeiro w 1908 roku. Wystawiał również w Narodowym Towarzystwie Sztuk Pięknych w Lizbonie, gdzie był odznaczony złotym medalem w 1915 roku i wyróżnieniem w 1916 roku. W 1932 roku w Lizbonie odbyła się retrospektywna wystawa jego prac.
Od 1884 był profesorem rysunku, a następnie również dyrektorem Escola Industrial Afonso Domingues w Lizbonie.
Jako dekorator wnętrz wykonał dekoracje do wielu budynków publicznych i prywatnych, w tym sali posiedzeń Zgromadzenia Republiki, teatru Garcii de Resende w Évorze, hotelu Buçaco Palace i pałacu Belém.

## Galeria

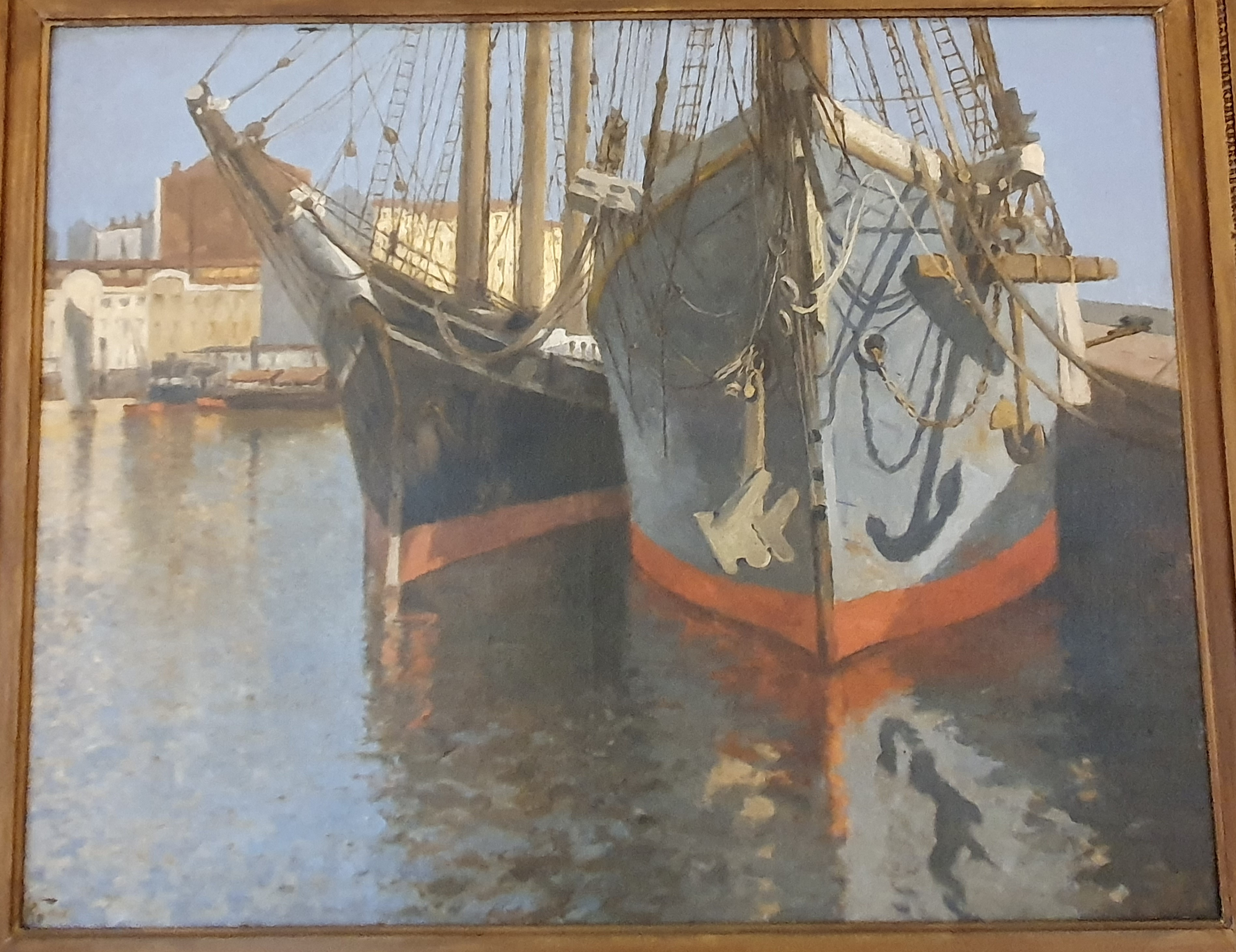
Barcos no Tejo
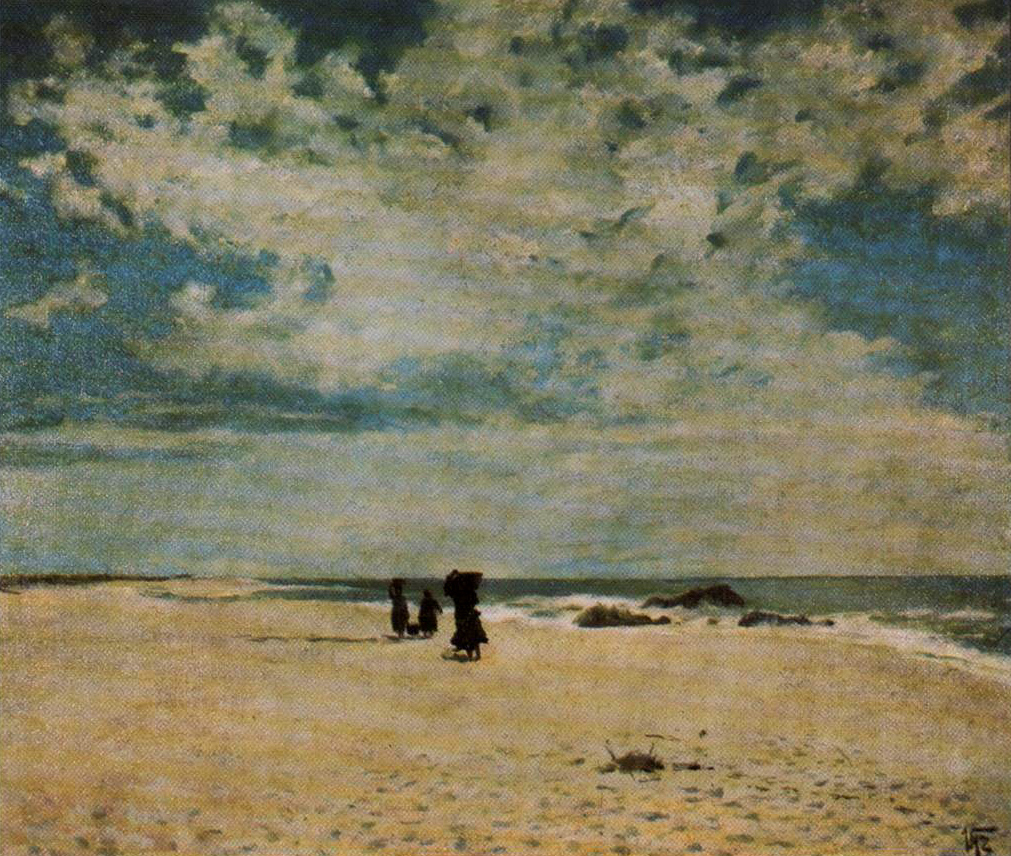
A praia
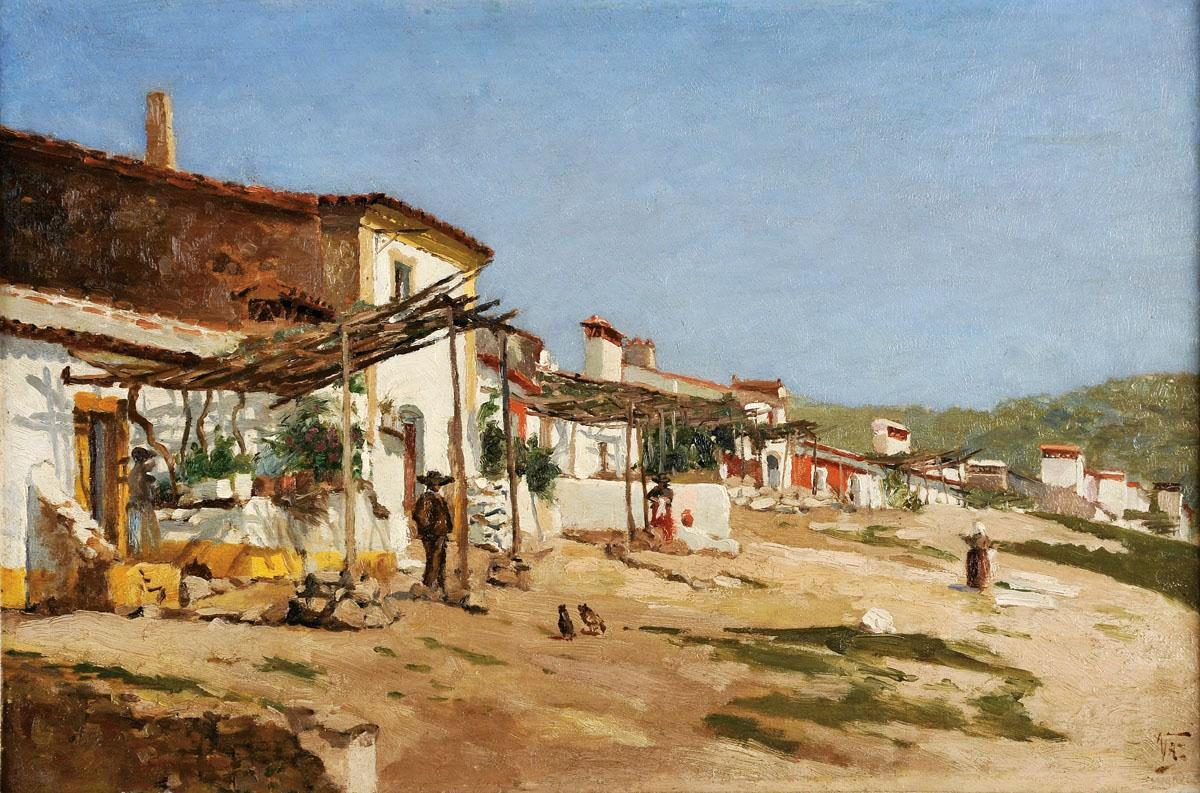
Trecho de aldeia com figuras e animais
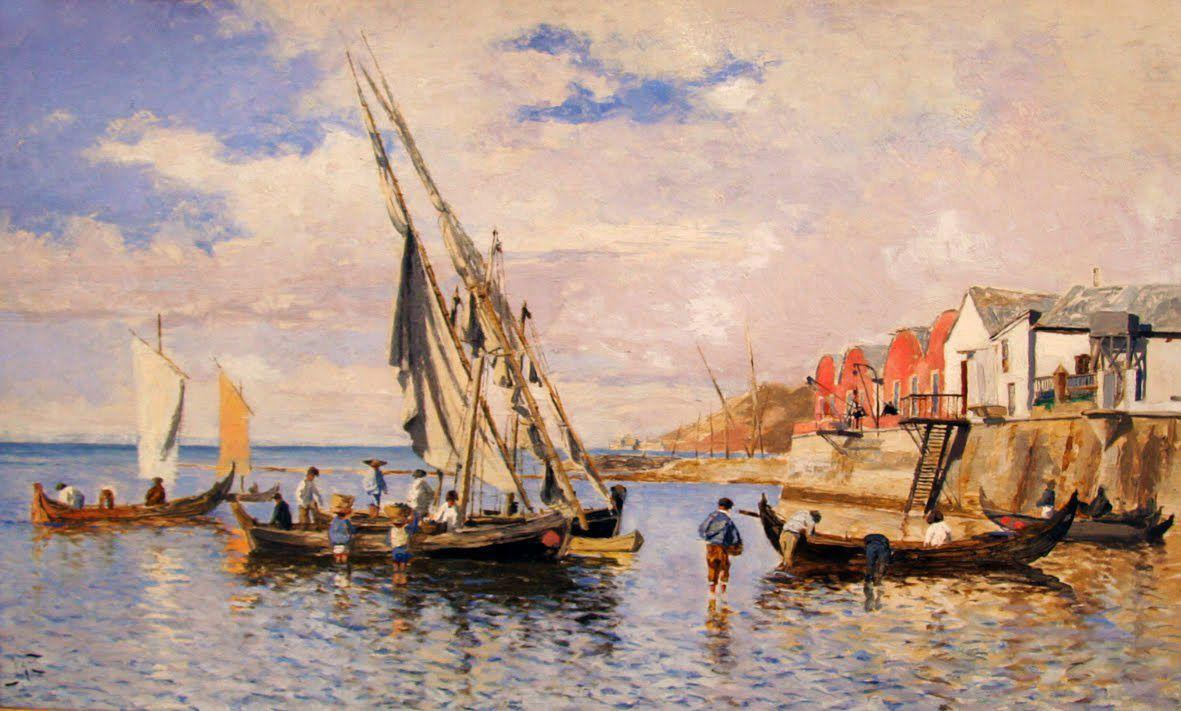
Figuras e barcos na praia